# Bulbophyllum ramulicola
Bulbophyllum ramulicola là một loài phong lan thuộc chi Bulbophyllum.